# Ixora vieillardii
Ixora vieillardii är en måreväxtart som beskrevs av André Guillaumin. Ixora vieillardii ingår i släktet Ixora och familjen måreväxter. Inga underarter finns listade i Catalogue of Life.